# Пионерское (Ленинградская область)
Пионерское (до 1948 года Куолемаярви, фин. Kuolemajärvi) — посёлок в Приморском городском поселении Выборгского района Ленинградской области.

## Название
Гидроним Куолемаярви дословно переводится на русский язык как «озеро Смерти».
Местное финское население связывало происхождение этого названия с легендой о смерти в 1557 году великого финского просветителя и государственного деятеля епископа Микаэла Агриколы, который, возвращаясь из Москвы по окончании мирных переговоров, тяжело заболел в дороге и остановился на ночлег в рыбацкой хижине на мысу Кюрениеми, где он и умер в ту же ночь. Однако деревня с именем Куолемаярви встречается в налоговых книгах, датированных 1559 годом, как облагаемая налогами деревенская община, что говорит о её более раннем возникновении.
Согласно другой легенде в древние времена большое шведское войско пыталось переплыть на плотах через озеро, но бурная стихия разбила плоты и всё войско утонуло.
Согласно третьей, это ледниковое озеро требовало себе в жертву по одному человеку в год. И если в течение семи лет оно не получало ни одного утопленника, то на седьмой год оно забирало в свои глубины ещё более многочисленные жертвы.
В послевоенное время в деревне Куолемаярви непосредственно на территории церкви и лютеранского кладбища разместился пионерский лагерь завода № 209. По этой причине в начале 1948 года было решено присвоить деревне новое название — Пионерское. Такое же наименование несколько лет спустя получило и озеро Куолемаярви.
Переименование было закреплено указом Президиума ВС РСФСР от 13 января 1949 года.

## История
Многочисленные артефакты каменного и железного веков были найдены в волости Куолемаярви во время раскопок летом 1936 года под руководством археолога Сакари Пялси в деревне Муурила.
В 1559 году в числе старейших налогоплательщиков деревни упоминаются Янне Саволайнен, Ханну и Анти Моукканен (Моукас). К этому времени в селении насчитывалось шесть крестьянских дворов. После военных действий 1571 года деревня в налоговых списках не упоминается. Капелланство Куолемаярви возникло не позднее 1619 года. В деревне была построена деревянная церковь, вокруг которой образовался собственный приход.
Во время шведского владычества (до 1721 г.) южная часть волости административно принадлежала Выборгскому губернатору и Страндаскому уезду. С другой стороны, самые северные деревни принадлежали администрации Уусикирко (Поляны) и Эуряпяскому уезду. В церковном отношении церковь Коулемаярви со средневековья подчинялась приходу Уусикирко. Деревни в южной части волости еще в начале XVII века образовали приход Хатьялахти (швед. Hatialax Cappelgeld). По словам финского историка Карла Габриэля Лейнберга, первое упоминание о часовне Хатьялахти относится к 1619 году. В это время в деревне была построена деревянная церковь, вокруг которой образовался собственный приход. В церкви изначально не было своего священника, и он приезжал из Уусикирко (Поляны). Прихожане получили своего священника только в 1680-х годах.
Приход Куолемаярви значительно расширился в середине XVIII века. В то время в него вошли следующие деревни, принадлежащие приходу Уусикирко: Хопиала, Хуумола, Ярвенпяя, Пихкала, Питкяля, Сипрола, Сумма, Виухкола, Каукьярви, Иивканала, Кискола, Меллола, Неллола, Меллола, Деревня Няйккиля, ранее принадлежавшая приходу Койвисто (Приморск), была присоединена к Куолемаярви в середине XIX века. Приход Куолемаярви стал самостоятельным в 1864 году. Первое собрание прихода Куолемаярви состоялось 1 апреля 1871 года.
В 1903 году был торжественно освящён новый каменный храм (архитектор Йозеф Стенбек). «В основание церкви Куолемаярви заложен распространенный в восточной Финляндии крестообразный в плане фундамент, в котором между выступами имеются прямоугольные расширения. Церковь, построенная на этом основании, все же отошла от традиционных форм в стиле начала века, где старые элементы используются наряду с новыми. Прямоугольные выступы венчают маленькие башенки и рядом с ними, и с алтарным выступом, вдобавок ко всему, находится остроконечная и более крупная часовая башня». Для новой церкви на органном заводе города Лахти был заказан 19-ти регистровый орган. Деньги на него собирали несколько лет и в 1907 году орган стоимостью около 10 000 марок занял свое место в храме.

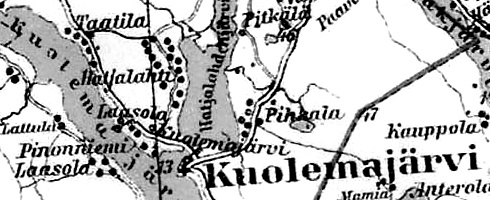
Деревня Куолемаярви на финской карте 1923 года

До 1939 года деревня Куолемаярви входила в состав одноимённой волости Выборгской губернии Финляндской республики.
С 1 июля 1941 года по 31 мая 1944 года финская оккупация.
После Великой Отечественной войны на территории церкви и кладбища был организован пионерский лагерь завода № 209 (Электромеханический завод им. А. А. Кулакова).
Согласно административным данным 1966 и 1973 годов посёлок назывался Пионерское и находился в составе Рябовского сельсовета.
В послевоенные годы финское военное захоронение и гражданское кладбище были уничтожены, поверх старых могил была устроена детская площадка и футбольное поле. В мае 1975 года полуразрушенное здание церкви было взорвано.
В начале 1990-х годов на цокольном камне фундамента снесённой церкви бывшие жители прихода Куолемаярви прикрепили памятную табличку. Спустя несколько лет на алтарной площадке на средства прихода был воздвигнут гранитный памятный знак. Ежегодно возле цоколя прежней церкви Куолемаярви проводятся поминальные мероприятия.
По данным 1990 года посёлок Пионерское находился в составе Краснодолинского сельсовета.
В 1997 году в посёлке Пионерское Краснодолинской волости проживали 6 человек, в 2002 году — 1 человек (русский).
В 2007 году в посёлке Пионерское Приморского ГП проживали 4 человек, в 2010 году — 6 человек.

## География
Посёлок расположен в западной части района в месте примыкания автодороги 41К-209 (Черничное — Пионерское) к автодороге 41К-092 (Высокое — Синицино).
Расстояние до административного центра поселения — 22 км.
Расстояние до ближайшей железнодорожной станции Куолемаярви — 4 км. 
Посёлок находится на восточном берегу Пионерского озера.

## Демография
| 2007 | 2010 | 2017 | 2021 |
| ---- | ---- | ---- | ---- |
| 4    | ↗6   | ↘3   | ↗10  |

## Фото

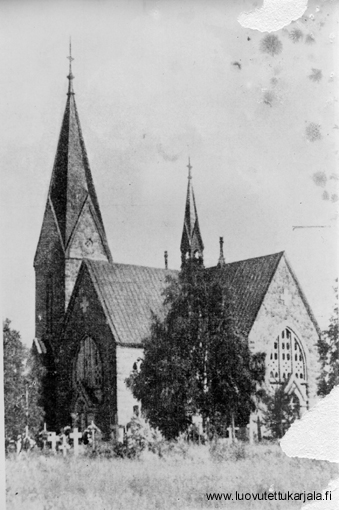
Церковь в Куолемаярви (начало XX в.)

## Инфраструктура
ДОЛ «Каравелла».

## Улицы
Озёрный проезд.